# Гроші (Нямц)
Гроші (рум. Groși) — село у повіті Нямц в Румунії. Входить до складу комуни Брустурі.
Село розташоване на відстані 317 км на північ від Бухареста, 40 км на північ від П'ятра-Нямца, 97 км на захід від Ясс.

## Населення
За даними перепису населення 2002 року у селі проживали 503 особи, усі — румуни. Усі жителі села рідною мовою назвали румунську.